# Stanislav Bunin
Stanislav Stanislavovich Bunin (25 de setembro de 1966) é um pianista nascido na Rússia. 
Nasceu em Moscovo, de uma família de músicos a viver na Europa, seu pai era o pianista Stanislav Neuhaus, seu avô, o pianista Heinrich Neuhaus. Está também relacionado com Karol Szymanowski.
Bunin graduado aos 11 anos na Escola de Música Central de Moscou com Elena Richter e, posteriormente, no Conservatório de Moscou com o Prof Sergei Dorenski. 
Em 1983 ganhou o Concurso Marguerite Long-Jacques Thibaud em Paris, e em 1985 ganhou o primeiro prêmio e a medalha de ouro no XI Concurso Internacional de Piano Frédéric Chopin, em Varsóvia. 
Em 1988, emigrou da União Soviética e atualmente reside no Japão.
Gravou para a EMI e Deutsche Grammophon, particularmente as obras de Frédéric Chopin.